# Bundestagswahl 1976/Wahlergebnisse nach Bundesländern
Bundestagswahl 1976 – Wahlergebnisse nach Bundesländern.

## Wahlergebnisse

### Baden-Württemberg
| Gegenstand der Nachweisung | Erst- stimmen | Erst- stimmen | Zweit- stimmen | Zweit- stimmen | Sitze | Direkt- mandate |
| Gegenstand der Nachweisung | Anzahl        | %             | Anzahl         | %              | Sitze | Direkt- mandate |
| -------------------------- | ------------- | ------------- | -------------- | -------------- | ----- | --------------- |
| Wahlberechtigte            | 6.118.464     | 100,0         | 6.118.464      | 100,0          |       |                 |
| Wähler                     | 5.452.370     | 89,1          | 5.452.370      | 89,1           |       |                 |
| Ungültig                   | 67.844        | 1,2           | 46.836         | 0,9            |       |                 |
| Gültig                     | 5.384.526     | 100,0         | 5.405.534      | 100,0          | 71    | 36              |
| davon:                     |               |               |                |                |       |                 |
| CDU                        | 2.887.782     | 53,6          | 2.882.365      | 53,3           | 38    | 32              |
| SPD                        | 2.060.398     | 38,3          | 1.980.313      | 36,6           | 26    | 4               |
| FDP                        | 375.122       | 7,0           | 489.661        | 9,1            | 7     | –               |
| NPD                        | 25.201        | 0,5           | 23.411         | 0,4            | –     | –               |
| DKP                        | 19.147        | 0,4           | 12.524         | 0,2            | –     | –               |
| AUD                        | 8.746         | 0,2           | 7.509          | 0,1            | –     | –               |
| KBW                        | 4.626         | 0,1           | 3.842          | 0,1            | –     | –               |
| KPD                        | 772           | 0,0           | 2.881          | 0,1            | –     | –               |
| GIM                        | 1.100         | 0,0           | 2.050          | 0,0            | –     | –               |
| EAP                        | 163           | 0,0           | 978            | 0,0            | –     | –               |
| 5%-BLOCK                   | 166           | 0,0           | –              | –              | –     | –               |
| Einzelbewerber             | 1.303         | 0,0           | –              | –              | –     | –               |

### Bayern
| Gegenstand der Nachweisung | Erst- stimmen | Erst- stimmen | Zweit- stimmen | Zweit- stimmen | Sitze | Direkt- mandate |
| Gegenstand der Nachweisung | Anzahl        | %             | Anzahl         | %              | Sitze | Direkt- mandate |
| -------------------------- | ------------- | ------------- | -------------- | -------------- | ----- | --------------- |
| Wahlberechtigte            | 7.547.820     | 100,0         | 7.547.820      | 100,0          |       |                 |
| Wähler                     | 6.764.839     | 89,6          | 6.764.839      | 89,6           |       |                 |
| Ungültig                   | 82.213        | 1,2           | 51.144         | 0,8            |       |                 |
| Gültig                     | 6.682.626     | 100,0         | 6.713.695      | 100,0          | 88    | 44              |
| davon:                     |               |               |                |                |       |                 |
| CSU                        | 4.008.514     | 60,0          | 4.027.499      | 60,0           | 53    | 40              |
| SPD                        | 2.249.609     | 33,7          | 2.201.692      | 32,8           | 29    | 4               |
| FDP                        | 353.354       | 5,3           | 419.335        | 6,2            | 6     | –               |
| NPD                        | 34.617        | 0,5           | 29.085         | 0,4            | –     | –               |
| DKP                        | 21.452        | 0,3           | 13.511         | 0,2            | –     | –               |
| C.B.V.                     | 4.876         | 0,1           | 6.720          | 0,1            | –     | –               |
| AUD                        | 6.571         | 0,1           | 5.242          | 0,1            | –     | –               |
| KPD                        | 2.376         | 0,0           | 4.611          | 0,1            | –     | –               |
| 5%-BLOCK                   | 707           | 0,0           | 2.940          | 0,0            | –     | –               |
| AVP                        | –             | –             | 1.777          | 0,0            | –     | –               |
| EAP                        | 446           | 0,0           | 1.283          | 0,0            | –     | –               |
| GIM                        | 104           | 0,0           | –              | –              | –     | –               |

### Bremen
| Gegenstand der Nachweisung | Erst- stimmen | Erst- stimmen | Zweit- stimmen | Zweit- stimmen | Sitze | Direkt- mandate |
| Gegenstand der Nachweisung | Anzahl        | %             | Anzahl         | %              | Sitze | Direkt- mandate |
| -------------------------- | ------------- | ------------- | -------------- | -------------- | ----- | --------------- |
| Wahlberechtigte            | 528.346       | 100,0         | 528.346        | 100,0          |       |                 |
| Wähler                     | 475.582       | 90,0          | 475.582        | 90,0           |       |                 |
| Ungültig                   | 3.474         | 0,7           | 2.594          | 0,5            |       |                 |
| Gültig                     | 472.108       | 100,0         | 472.988        | 100,0          | 5     | 3               |
| davon:                     |               |               |                |                |       |                 |
| SPD                        | 256.721       | 54,4          | 255.544        | 54,0           | 3     | 3               |
| CDU                        | 154.642       | 32,8          | 153.842        | 32,5           | 2     | –               |
| FDP                        | 51.656        | 10,9          | 55.903         | 11,8           | –     | –               |
| DKP                        | 4.498         | 1,0           | 3.593          | 0,8            | –     | –               |
| KBW                        | 2.022         | 0,4           | 1.647          | 0,3            | –     | –               |
| NPD                        | 1.664         | 0,4           | 1.569          | 0,3            | –     | –               |
| KPD                        | 515           | 0,1           | 584            | 0,1            | –     | –               |
| EAP                        | 242           | 0,1           | 189            | 0,0            | –     | –               |
| AVP                        | –             | –             | 117            | 0,0            | –     | –               |
| AUD                        | 148           | 0,0           | –              | –              | –     | –               |

### Hamburg
| Gegenstand der Nachweisung | Erst- stimmen | Erst- stimmen | Zweit- stimmen | Zweit- stimmen | Sitze | Direkt- mandate |
| Gegenstand der Nachweisung | Anzahl        | %             | Anzahl         | %              | Sitze | Direkt- mandate |
| -------------------------- | ------------- | ------------- | -------------- | -------------- | ----- | --------------- |
| Wahlberechtigte            | 1.287.473     | 100,0         | 1.287.473      | 100,0          |       |                 |
| Wähler                     | 1.173.082     | 91,1          | 1.173.082      | 91,1           |       |                 |
| Ungültig                   | 6.661         | 0,6           | 4.995          | 0,4            |       |                 |
| Gültig                     | 1.166.421     | 100,0         | 1.168.087      | 100,0          | 14    | 8               |
| davon:                     |               |               |                |                |       |                 |
| SPD                        | 632.991       | 54,3          | 614.284        | 52,6           | 8     | 8               |
| CDU                        | 420.932       | 36,1          | 418.994        | 35,9           | 5     | –               |
| FDP                        | 94.599        | 8,1           | 118.969        | 10,2           | 1     | –               |
| DKP                        | 11.650        | 1,0           | 9.028          | 0,8            | –     | –               |
| NPD                        | 2.714         | 0,2           | 2.724          | 0,2            | –     | –               |
| KPD                        | 1.055         | 0,1           | 1.143          | 0,1            | –     | –               |
| KBW                        | 1.193         | 0,1           | 949            | 0,1            | –     | –               |
| GIM                        | 359           | 0,0           | 939            | 0,1            | –     | –               |
| AUD                        | 802           | 0,1           | 831            | 0,1            | –     | –               |
| EAP                        | 126           | 0,0           | 226            | 0,0            | –     | –               |

### Hessen
| Gegenstand der Nachweisung | Erst- stimmen | Erst- stimmen | Zweit- stimmen | Zweit- stimmen | Sitze | Direkt- mandate |
| Gegenstand der Nachweisung | Anzahl        | %             | Anzahl         | %              | Sitze | Direkt- mandate |
| -------------------------- | ------------- | ------------- | -------------- | -------------- | ----- | --------------- |
| Wahlberechtigte            | 3.899.454     | 100,0         | 3.899.454      | 100,0          |       |                 |
| Wähler                     | 3.585.275     | 91,9          | 3.585.275      | 91,9           |       |                 |
| Ungültig                   | 41.244        | 1,2           | 27.273         | 0,8            |       |                 |
| Gültig                     | 3.544.031     | 100,0         | 3.558.002      | 100,0          | 47    | 22              |
| davon:                     |               |               |                |                |       |                 |
| SPD                        | 1.660.580     | 46,9          | 1.626.365      | 45,7           | 22    | 17              |
| CDU                        | 1.597.948     | 45,1          | 1.593.695      | 44,8           | 21    | 5               |
| FDP                        | 244.232       | 6,9           | 300.864        | 8,5            | 4     | –               |
| DKP                        | 22.157        | 0,6           | 15.732         | 0,4            | –     | –               |
| NPD                        | 12.797        | 0,4           | 11.988         | 0,3            | –     | –               |
| KBW                        | 3.908         | 0,1           | 3.327          | 0,1            | –     | –               |
| KPD                        | 822           | 0,0           | 2.568          | 0,1            | –     | –               |
| AUD                        | –             | –             | 2.113          | 0,1            | –     | –               |
| EAP                        | 452           | 0,0           | 731            | 0,0            | –     | –               |
| AVP                        | 416           | 0,0           | 619            | 0,0            | –     | –               |
| GIM                        | 134           | 0,0           | –              | –              | –     | –               |
| Einzelbewerber             | 585           | 0,0           | –              | –              | –     | –               |

### Niedersachsen
| Gegenstand der Nachweisung | Erst- stimmen | Erst- stimmen | Zweit- stimmen | Zweit- stimmen | Sitze | Direkt- mandate |
| Gegenstand der Nachweisung | Anzahl        | %             | Anzahl         | %              | Sitze | Direkt- mandate |
| -------------------------- | ------------- | ------------- | -------------- | -------------- | ----- | --------------- |
| Wahlberechtigte            | 5.205.680     | 100,0         | 5.205.680      | 100,0          |       |                 |
| Wähler                     | 4.757.376     | 91,4          | 4.757.376      | 91,4           |       |                 |
| Ungültig                   | 109.778       | 2,3           | 98.398         | 2,1            |       |                 |
| Gültig                     | 4.647.598     | 100,0         | 4.658.978      | 100,0          | 62    | 30              |
| davon:                     |               |               |                |                |       |                 |
| SPD                        | 2.182.156     | 47,0          | 2.129.502      | 45,7           | 29    | 18              |
| CDU                        | 2.147.647     | 46,2          | 2.129.143      | 45,7           | 28    | 12              |
| FDP                        | 283.448       | 6,1           | 369.526        | 7,9            | 5     | –               |
| NPD                        | 12.128        | 0,3           | 12.134         | 0,3            | –     | –               |
| DKP                        | 16.055        | 0,3           | 11.232         | 0,2            | –     | –               |
| KBW                        | 4.544         | 0,1           | 3.979          | 0,1            | –     | –               |
| KPD                        | 410           | 0,0           | 2.297          | 0,0            | –     | –               |
| EAP                        | 493           | 0,0           | 1.165          | 0,0            | –     | –               |
| AUD                        | 434           | 0,0           | –              | –              | –     | –               |
| GIM                        | 197           | 0,0           | –              | –              | –     | –               |
| Einzelbewerber             | 86            | 0,0           | –              | –              | –     | –               |

### Nordrhein-Westfalen
| Gegenstand der Nachweisung | Erst- stimmen | Erst- stimmen | Zweit- stimmen | Zweit- stimmen | Sitze | Direkt- mandate |
| Gegenstand der Nachweisung | Anzahl        | %             | Anzahl         | %              | Sitze | Direkt- mandate |
| -------------------------- | ------------- | ------------- | -------------- | -------------- | ----- | --------------- |
| Wahlberechtigte            | 12.118.533    | 100,0         | 12.118.533     | 100,0          |       |                 |
| Wähler                     | 11.066.546    | 91,3          | 11.066.546     | 91,3           |       |                 |
| Ungültig                   | 107.261       | 1,0           | 76.984         | 0,7            |       |                 |
| Gültig                     | 10.959.285    | 100,0         | 10.989.562     | 100,0          | 148   | 73              |
| davon:                     |               |               |                |                |       |                 |
| SPD                        | 5.251.009     | 47,9          | 5.153.959      | 46,9           | 70    | 45              |
| CDU                        | 4.907.990     | 44,8          | 4.892.278      | 44,5           | 66    | 28              |
| FDP                        | 703.914       | 6,4           | 860.331        | 7,8            | 12    | –               |
| DKP                        | 56.610        | 0,5           | 38.176         | 0,3            | –     | –               |
| NPD                        | 27.243        | 0,2           | 23.358         | 0,2            | –     | –               |
| KPD                        | 2.426         | 0,0           | 6.179          | 0,1            | –     | –               |
| AUD                        | 1.299         | 0,0           | 4.928          | 0,0            | –     | –               |
| KBW                        | 3.038         | 0,0           | 3.903          | 0,0            | –     | –               |
| AVP                        | 2.015         | 0,0           | 1.786          | 0,0            | –     | –               |
| GIM                        | 143           | 0,0           | 1.770          | 0,0            | –     | –               |
| EAP                        | 1.019         | 0,0           | 1.428          | 0,0            | –     | –               |
| UAP                        | 499           | 0,0           | 765            | 0,0            | –     | –               |
| VL                         | 217           | 0,0           | 701            | 0,0            | –     | –               |
| RFP                        | 227           | 0,0           | –              | –              | –     | –               |
| 5%-BLOCK                   | 112           | 0,0           | –              | –              | –     | –               |
| Einzelbewerber             | 1.524         | 0,0           | –              | –              | –     | –               |

### Rheinland-Pfalz
| Gegenstand der Nachweisung | Erst- stimmen | Erst- stimmen | Zweit- stimmen | Zweit- stimmen | Sitze | Direkt- mandate |
| Gegenstand der Nachweisung | Anzahl        | %             | Anzahl         | %              | Sitze | Direkt- mandate |
| -------------------------- | ------------- | ------------- | -------------- | -------------- | ----- | --------------- |
| Wahlberechtigte            | 2.676.890     | 100,0         | 2.676.890      | 100,0          |       |                 |
| Wähler                     | 2.448.946     | 91,5          | 2.448.946      | 91,5           |       |                 |
| Ungültig                   | 27.477        | 1,1           | 19.693         | 0,8            |       |                 |
| Gültig                     | 2.421.469     | 100,0         | 2.429.253      | 100,0          | 31    | 16              |
| davon:                     |               |               |                |                |       |                 |
| CDU                        | 1.214.976     | 50,2          | 1.211.208      | 49,9           | 16    | 10              |
| SPD                        | 1.026.588     | 42,4          | 1.013.574      | 41,7           | 13    | 6               |
| FDP                        | 157.468       | 6,5           | 183.575        | 7,6            | 2     | –               |
| NPD                        | 11.176        | 0,5           | 10.794         | 0,4            | –     | –               |
| DKP                        | 9.525         | 0,4           | 6.627          | 0,3            | –     | –               |
| KPD                        | 261           | 0,0           | 1.618          | 0,1            | –     | –               |
| KBW                        | 994           | 0,0           | 1.046          | 0,0            | –     | –               |
| EAP                        | 236           | 0,0           | 811            | 0,0            | –     | –               |
| AUD                        | 127           | 0,0           | –              | –              | –     | –               |
| AVP                        | 118           | 0,0           | –              | –              | –     | –               |

### Saarland
| Gegenstand der Nachweisung | Erst- stimmen | Erst- stimmen | Zweit- stimmen | Zweit- stimmen | Sitze | Direkt- mandate |
| Gegenstand der Nachweisung | Anzahl        | %             | Anzahl         | %              | Sitze | Direkt- mandate |
| -------------------------- | ------------- | ------------- | -------------- | -------------- | ----- | --------------- |
| Wahlberechtigte            | 811.322       | 100,0         | 811.322        | 100,0          |       |                 |
| Wähler                     | 753.786       | 92,9          | 753.786        | 92,9           |       |                 |
| Ungültig                   | 9.832         | 1,3           | 7.471          | 1,0            |       |                 |
| Gültig                     | 743.954       | 100,0         | 746.315        | 100,0          | 8     | 5               |
| davon:                     |               |               |                |                |       |                 |
| CDU                        | 345.938       | 46,5          | 344.850        | 46,2           | 4     | 2               |
| SPD                        | 347.668       | 46,7          | 344.187        | 46,1           | 4     | 3               |
| FDP                        | 41.883        | 5,6           | 49.299         | 6,6            | –     | –               |
| DKP                        | 4.499         | 0,6           | 4.054          | 0,5            | –     | –               |
| NPD                        | 3.543         | 0,5           | 3.251          | 0,4            | –     | –               |
| AUD                        | 423           | 0,1           | 491            | 0,1            | –     | –               |
| AVP                        | –             | –             | 183            | 0,0            | –     | –               |

### Schleswig-Holstein
| Gegenstand der Nachweisung | Erst- stimmen | Erst- stimmen | Zweit- stimmen | Zweit- stimmen | Sitze | Direkt- mandate |
| Gegenstand der Nachweisung | Anzahl        | %             | Anzahl         | %              | Sitze | Direkt- mandate |
| -------------------------- | ------------- | ------------- | -------------- | -------------- | ----- | --------------- |
| Wahlberechtigte            | 1.864.033     | 100,0         | 1.864.033      | 100,0          |       |                 |
| Wähler                     | 1.687.951     | 90,6          | 1.687.951      | 90,6           |       |                 |
| Ungültig                   | 14.325        | 0,8           | 7.865          | 0,5            |       |                 |
| Gültig                     | 1.673.626     | 100,0         | 1.680.086      | 100,0          | 22    | 11              |
| davon:                     |               |               |                |                |       |                 |
| SPD                        | 803.601       | 48,0          | 779.599        | 46,4           | 10    | 6               |
| CDU                        | 745.302       | 44,5          | 740.927        | 44,1           | 10    | 5               |
| FDP                        | 112.007       | 6,7           | 147.622        | 8,8            | 2     | –               |
| NPD                        | 4.945         | 0,3           | 4.347          | 0,3            | –     | –               |
| DKP                        | 5.262         | 0,3           | 4.104          | 0,2            | –     | –               |
| KBW                        | 1.089         | 0,1           | 1.325          | 0,1            | –     | –               |
| AUD                        | 940           | 0,1           | 1.088          | 0,1            | –     | –               |
| KPD                        | 185           | 0,0           | 833            | 0,0            | –     | –               |
| AVP                        | 87            | 0,0           | 241            | 0,0            | –     | –               |
| Einzelbewerber             | 208           | 0,0           | –              | –              | –     | –               |